# Enoplognatha verae
Enoplognatha verae är en spindelart som beskrevs av Robert Bosmans och Van Keer 1999. Enoplognatha verae ingår i släktet Enoplognatha och familjen klotspindlar. Inga underarter finns listade i Catalogue of Life.